# 埃内克斯·让-夏尔
埃内克斯·让-夏尔（法語：Enex Jean-Charles，法語發音：[ɛnɛks ʒɑ̃ ʃaʁl]；1960年7月18日—），是一名海地政治家，曾於2004年3月到2006年6月擔任海地總統博尼费斯·亚历山大部長會議的秘書長，其後擔任下兩任總統勒内·普雷瓦尔與米歇爾·馬爾泰利的特殊顧問。
2016年3月，讓-夏爾被任命為弗里茨·让內閣的候任規劃與對外合作部長。但由於總理弗里茨·让在3月20日遭眾議院否決，因此3月22日代總統若瑟萊姆·普利韋爾下令任命讓-夏爾為海地總理。
3月24日讓-夏爾公布內閣名單，次日（3月25日）他的內閣和政策計劃在海地國民議會兩院獲通過，確認成為新總理。